# Discorsi del poema eroico
I Discorsi dell'arte poetica e in particolare sopra il poema eroico (1594) è un'opera di Torquato Tasso. 

## Genesi e storia
Quest'opera nasce dalla militanza nell'Accademia degli Infiammati ed è volta a rafforzare il fondamento teorico dei valori della cultura cortigiana ferrarese di edonismo e magnificenza, nonché ad elaborare in modo organico le riflessioni nate dall'ampio dibattito che il grande successo dell'Orlando Furioso aveva suscitato.
La recente pubblicazione del primo libro della Poetica di Aristotele, con i "precetti" che i teorici ben presto ricavarono da essa, poneva gli studiosi di fronte ad un contrasto evidente tra la libertà di ispirazione e di sviluppo del poema ariostesco e la rigidità delle norme che si desumevano da Aristotele.
Infine, ma non ultimo per importanza, il problema del valore educativo dell'opera letteraria, dal precetto oraziano miscere utile dulci, si riproponeva con particolare serietà nell'epoca della Controriforma.

## Struttura
L'opera si articola in più libri.

### Libro primo
La poesia come imitazione volta al giovamento tramite il diletto.

### Libro secondo
L'argomento della poesia deve essere "virtuoso e pietoso". La meraviglia deve essere subordinata alla ragione e alla religione.

### Libro terzo
Confronta le caratteristiche del poema eroico e cavalleresco e adduce argomenti per dimostrare la superiorità del primo; respinge però una rigida distinzione fra i due generi: fin dalla gioventù Tasso infatti vagheggia un poema capace di conciliare la tradizione classica e quella romanzesca e di integrare la severità e unità del poema eroico e la varietà del cavalleresco.

### Libro quarto, quinto e sesto
Nel quarto libro la favola viene analizzata nei suoi meccanismi tipici. Un ampio corredo di esempi arricchiscono gli argomenti dei libri precedenti. I tre libri trattano in generale dell'elocuzione, del parlare magnifico e dello stile grazioso compatibile con il poema eroico.

## Tematiche e contenuti
L'autore prende le distanze dai fautori del romanzo cavalleresco per insistere sull'importanza dell'argomento storico rispetto alla mera invenzione.